# Exosphaeroma productatelson
Exosphaeroma productatelson är en kräftdjursart som beskrevs av Menzies och Peter W. Glynn 1968. Exosphaeroma productatelson ingår i släktet Exosphaeroma och familjen klotkräftor.
Artens utbredningsområde är Puerto Rico. Inga underarter finns listade i Catalogue of Life.